# Novo Petrovo Polje
Novo Petrovo Polje falu Horvátországban Verőce-Drávamente megyében. Közigazgatásilag Crnachoz tartozik.

## Fekvése
Verőcétől légvonalban 50, közúton 62 km-re délkeletre, községközpontjától légvonalban 6, közúton 8 km-re délkeletre, Szlavónia középső részén, a Drávamenti-síkságon, Staro Petrovo Polje és Mali Rastovac között fekszik.

## Története
Területén feltételezhetően már az őskorban is emberi élet volt. Ezt erősíti a közeli Mali és Veliki Rastovac közötti mezőn előkerült két kőkorszaki kőszekerce. Mezőgazdasági repülés közben Dinko Stipešević agrármérnök és amatőr régész egy Staro és Novo Petrovo Selo közötti magasabb fekvésű helyen sötétebb talajelszíneződéseket vett észre. Ezek a talajszín elváltozások a tapasztalat szerint potenciális régészeti lelőhelyekre utalnak.
A mai település Petrovo Polje keleti határában keletkezett az 1920-as években. Lakosságát 1931-ben számlálták meg önállóan először, ekkor már 402-en lakták. 1991-ben lakosságának 90%-a horvát nemzetiségű volt. 1993-ban a független horvát állam keretei között újra megalakult önálló Crnac község része lett. 2011-ben 164 lakosa volt.

## Lakossága
| Lakosság változása | Lakosság változása | Lakosság változása | Lakosság változása | Lakosság változása | Lakosság változása | Lakosság változása | Lakosság változása | Lakosság változása | Lakosság változása | Lakosság változása | Lakosság változása | Lakosság változása | Lakosság változása | Lakosság változása | Lakosság változása |
| ------------------ | ------------------ | ------------------ | ------------------ | ------------------ | ------------------ | ------------------ | ------------------ | ------------------ | ------------------ | ------------------ | ------------------ | ------------------ | ------------------ | ------------------ | ------------------ |
| 1857               | 1869               | 1880               | 1890               | 1900               | 1910               | 1921               | 1931               | 1948               | 1953               | 1961               | 1971               | 1981               | 1991               | 2001               | 2011               |
| 0                  | 0                  | 0                  | 0                  | 0                  | 0                  | 0                  | 402                | 598                | 574                | 433                | 285                | 227                | 177                | 151                | 164                |